# Die rollende Kugel (film 1927)
Die rollende Kugel è un film muto del 1927 diretto da Erich Schönfelder. È un dramma ambientato nelle atmosfere del casinò di Montecarlo.

## Produzione
Il film fu prodotto dalla Pan Europa-Film GmbH di Berlino.

## Distribuzione
Distribuito dalla Filmhaus Bruckmann, uscì nelle sale cinematografiche tedesche presentato a Berlino il 9 settembre 1927. In Austria, prese il titolo di Riviera mentre in Portogallo, dove fu distribuito il 26 agosto 1929, fu ribattezzato Bola que Rola.